# Holy White Lies: Muslim Brotherhood in the West "Case Sweden"
Holy White Lies, Muslim Brotherhood in the West "Case Sweden" är en i bokform utgiven fältstudie över Muslimska Brödraskapets infiltrering av organisationer i västvärlden. Boken är skriven av teologi- och religionsvetaren Sameh Egyptson, som är verksam vid Lunds universitet. Boken kom 2020 i en svensk översättning "Erövringen: Muslimska brödraskapets infiltration av Sverige".

## Allmänt
Boken är skriven av doktoranden Sameh Egyptson vid Centrum för teologi och religionsvetenskap vid Lunds universitet. Den gavs ut på arabiska och engelska i oktober 2018 av Dar el Mareef publishing i Kairo i Egypten.
Studien handlar om Muslimska Brödraskapet vars medlemmar har statliga positioner i många muslimska länder och har officiella och inofficiella relationer med många politiker och religiösa myndigheter över hela världen. I Sverige har, enligt boken, Islamiska förbundet i Sverige med anknytningar till Muslimska Brödraskapet genom sina dotterorganisationer skapat ett nätverk som i media har fått representera muslimer i hela åtta av tio fall. År 2016 lyckades Förbundet och dess underorganisationer få över 300 miljoner svenska kronor i bidrag av svenska staten.
Studien bygger i stor utsträckning på material från offentliga statliga arkiv samt ett stort antal primärkällor från rörelsen. Dessa är huvudsakligen webbkällor som i många fall inte finns kvar på nätet, men författaren har tillgängliggjort dem genom att spara dem i digitala arkiv.
Boken har omnämnts i flera tidningar, bland annat av Per Gahrton i Aftonbladet, Per Gudmundson i Svenska Dagbladet,, Mats Skogkär i Sydsvenska Dagbladet och författaren har intervjuats om boken vid flera tillfällen.

### Kritik
Boken och flera av Egyptsons påståenden har kritiserats av företrädare för studieförbundet Ibn Rushd. Bland annat framhålls av studieförbundet att påståendet att Ibn Rushd är en del av Muslimska brödraskapet skall vara baserat på "en illa underbyggd och konspiratorisk rapport som dömts ut av ett 20-tal religionsforskare".
Egyptson har bemött kritiken med att boken inte har något med denna rapport att göra och att det finns bevis för organisatoriska förbindelser med den internationella rörelsen Muslimska Brödraskapet som rapporten inte tog upp.

## Utgåvor
- Holy white lies: Muslim Brotherhood in the West : case - Sweden (First edition). Cairo: Dar El Maaref Publishing House. 2018. Libris nx159shplq7vwm94. ISBN 9789770287804
  -  al-Kadhib al-abyaḍ al-muqaddas: qirāʼāt fī nuṣūṣ al-Ikhwān al-Muslimīn wa-taṭbīqātuhā fī al-gharb (al-Suwayd namūdhajan) (1. al-ṭabʻah.). al-Qāhirah: Dār al-Maʿārif. 2018. Libris fpz45m83cwjxz1xf. ISBN 9789770287156
  -  Erövringen: Muslimska brödraskapets infiltration av Sverige. [Höllviken]: Egyptson Mgt AB. 2020. Libris v7vsnh18s7vf6t98. ISBN 9789151963761